# 공주군 (선거구)
공주군은 대한민국의 옛 국회의원 선거구이다. 당시 충청남도 공주군 지역을 관할했다.

## 역사
제6대 국회의원 선거를 앞두고 공주군 갑 선거구와 공주군 을 선거구가 통합되면서 신설되었다.
제9대 국회의원 선거를 앞두고 논산군 지역과 통합되어 논산군·공주군 선거구를 이루게 됨에 따라 폐지되었다.

## 역대 국회의원
| 선거   | 정당 | 정당       | 의원   |
| ------ | ---- | ---------- | ------ |
| 1963년 |      | 민정당     | 박찬   |
| 1967년 |      | 민주공화당 | 김달수 |
| 1971년 |      | 민주공화당 | 이병주 |

## 역대 선거 결과

### 대한민국 제6대 국회의원 선거
|  | 46.00% |

|  | 25.60% |

|  | 20.81% |

|  | 5.12% |

|  | 2.44% |

### 대한민국 제7대 국회의원 선거
|  | 56.97% |

|  | 38.60% |

|  | 2.12% |

|  | 1.40% |

|  | 0.88% |

### 대한민국 제8대 국회의원 선거
|  | 53.87% |

|  | 42.81% |

|  | 2.09% |

|  | 1.21% |